# 洗礼者ヨハネ (カラヴァッジョ、ボルゲーゼ美術館)
『洗礼者ヨハネ』（せんれいしゃヨハネ、伊: San Giovanni Battista、英: Saint John the Baptist）は、イタリア・バロック期の巨匠カラヴァッジョが1609-1610年にキャンバス上に油彩で制作した絵画で、彼が何度も取り上げてきた洗礼者ヨハネを主題としている。ナポリで描かれた画家最晩年の作品の1つであり、画家が1606年に受けた死刑布告の恩赦を教皇パウルス5世から得ようとして、教皇の甥シピオーネ・ボルゲーゼ枢機卿に贈ろうとした作品であったのであろう。1613年にボルゲーゼ家のコレクションに入ったこの絵画は1902年にイタリア政府により購入され、以来、ローマのボルゲーゼ美術館に所蔵されている。

## 背景
1606年5月29日に、カラヴァッジョはローマでラヌッチョ・トマッソーニを諍いで殺してしまい、ただちにお尋ね者となった。そして、カラヴァッジョを見つけた者は誰でも当人を殺してもよいという死刑布告がなされた。かくして、カラヴァッジョはローマを離れ、ナポリやシチリアで逃亡生活をすることになる。しかし、やがてローマではカラヴァッジョの恩赦を求める動きが高まり、カラヴァッジョの『聖母の死』 (ルーヴル美術館、パリ) を購入したマントヴァ公フェルナンド・ゴンザーガ枢機卿は、教皇パウルス5世の恩赦の約束を取りつけた。
1610年7月、恩赦の望みを抱いたカラヴァッジョは海路ローマに向けてナポリを発った。しかし、船はおそらく強風のためローマの港であったオスティアを通り越して、パロ (Palo) の港に着く。カラヴァッジョはパロからローマに行こうと下船したが、山賊と間違われ、逮捕されてしまった。その間に、船は次の寄港地であったポルト・エルコレに向け、彼の絵画や荷物とともに旅立ってしまう。絶望したカラヴァッジョは灼熱の中、徒歩でポルト・エルコレに向かったが、到着した時に船はすでに去った後で、熱病に罹っていた彼は絶命した。

## 作品
上述の最後の旅に発ったカラヴァッジョは、『マグダラのマリア』と2点の『洗礼者ヨハネ』の絵画を携えていたという。その2点のうちの1点が本作である。カラヴァッジョが生涯の最後に描いたのがこの絵画なのか、『聖ウルスラの殉教』 (セヴァッロス・スティリアーノ宮殿、ナポリ) なのか、それとも別の作品なのか、確かなことはわからない。

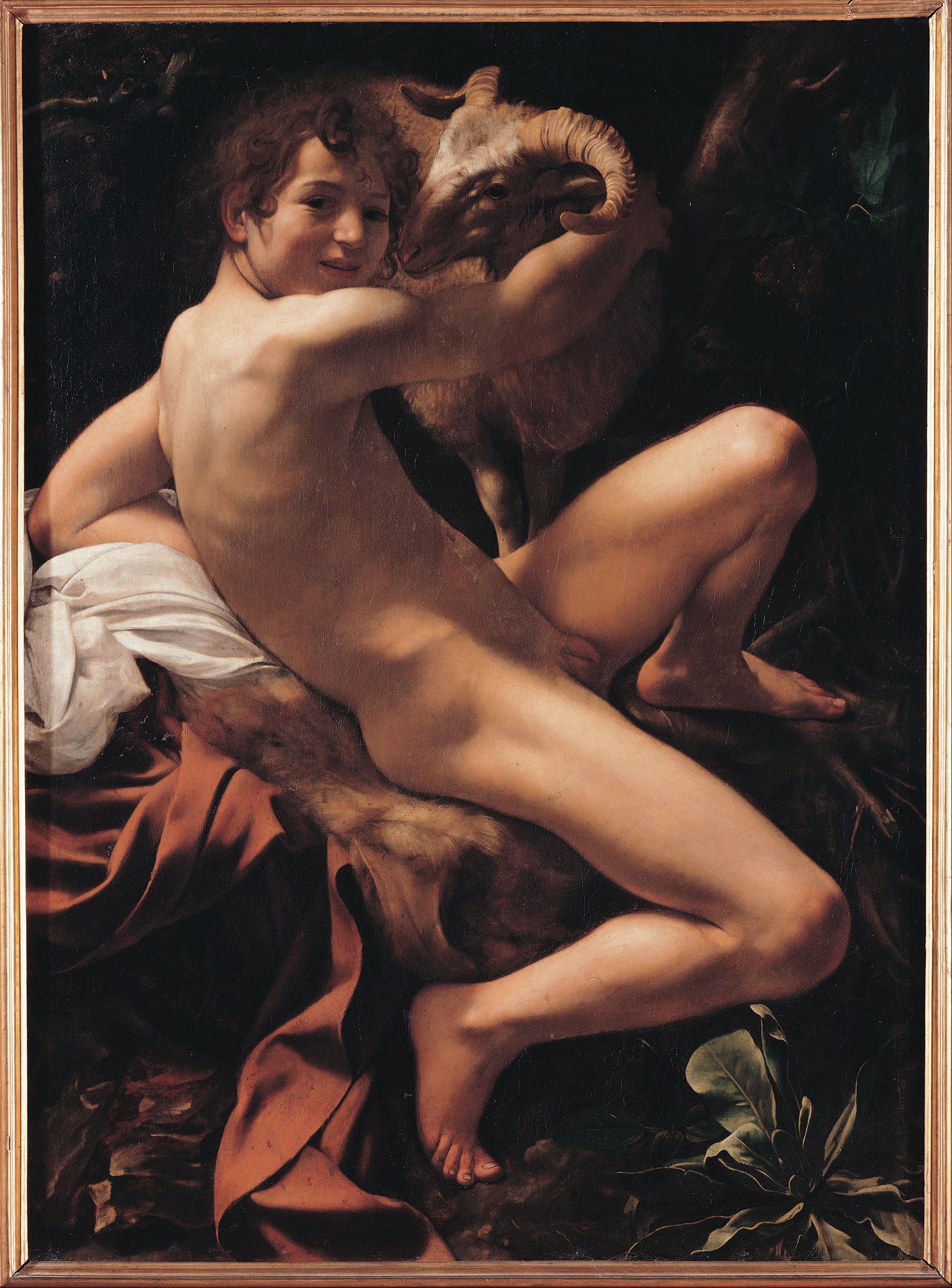
カラヴァッジョ『洗礼者ヨハネ』(1602年ごろ)、カピトリーノ美術館、ローマ

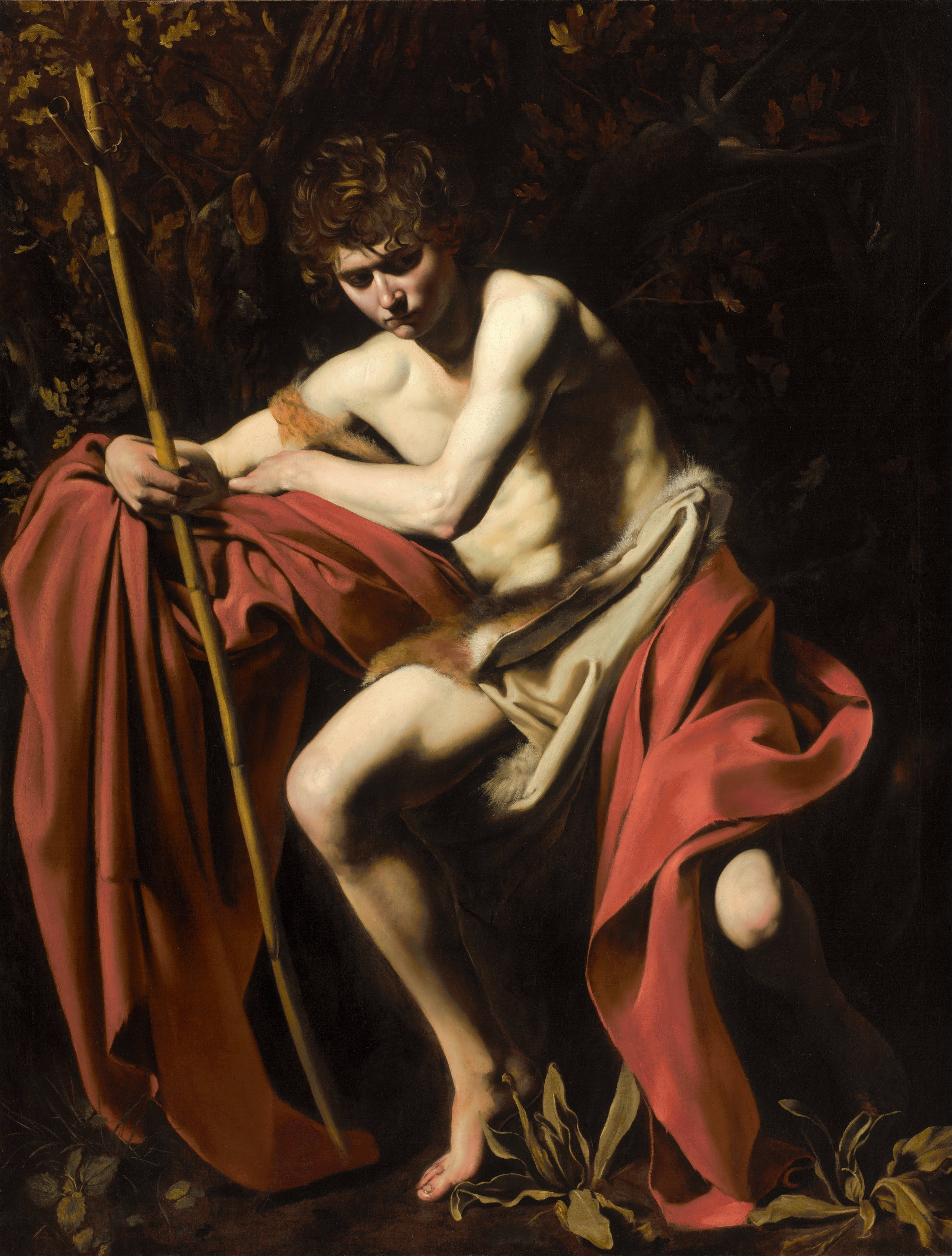
カラヴァッジョ『洗礼者ヨハネ』(1604年ごろ)、ネルソン・アトキンス美術館、カンザスシティ

いずれにしても、カラヴァッジョの最後の作品の1つである本作は、彼が短い生涯でいく度も探求してきた主題を採りあげている。洗礼者ヨハネは、彼が最も得意とし、好んだ主題であった。いずれも若い、あるいは幼い洗礼者を裸体で描いた作品で、すなわちルネサンス以来の美少年のヨハネを描いた作品である。それらの作品のもう1つの特徴として、カラヴァッジョが伝統的な図像から逸脱していることが挙げられる。若い洗礼者ヨハネの通常のアトリビュート (人物を特定する事物) である食器、子羊、上部に十字架のついた杖、「見よ、神の子羊」という銘文は表されていない。そうした細部が欠如しているため、ヨハネ像は剥き出しとなり、力強い、豊かな意味を持つものとなっている。
この絵画は、カピトリーノ美術館 (ローマ) の『洗礼者ヨハネ』やネルソン・アトキンス美術館 (カンザスシティ) の『洗礼者ヨハネ』と比較しうる。カピトリーノ美術館の作品同様、子羊の代わりに、鑑賞者に背を向け、ブドウの葉を食む雄羊が描かれている。雄羊はアブラハムが息子のイサクの代わりとして生贄にした動物であり、生贄となったイエス・キリストを想起させる。また、ヨハネは、放心したような、あるいは夢見るような表情やポーズとともに欠乏感、飢餓感にさいなまれているようであり、救世主キリストの到来を待ち望んでいるためであろうか、恩赦を希求して彷徨したカラヴァッジョの最後の姿に重なるようでもある。ヨハネが座っている布の赤色は、彼が後に殉教で流した血を示唆している。